# Tarachidia clausula
Tarachidia clausula är en fjärilsart som beskrevs av Augustus Radcliffe Grote 1882. Tarachidia clausula ingår i släktet Tarachidia och familjen nattflyn. Inga underarter finns listade i Catalogue of Life.